# Catanduva
 Ovo je glavno značenje pojma Catanduva. Za druga značenja pogledajte Catanduva (razdvojba).
Catanduvá (Catanduva Jatahy), jedno od brojnih plemena i dijalekata Tupian Indijanaca, porodica Tupi-Guarani, skupina Guarani, koje je obitavalo u južnom Brazilu na području države Paraná. Nimuendajú Indijance Avahuguái, Paiguaçu ili Paiguassu, Yvytyigua, Catanduva (str. 15) i još neke klasificira užoj guaranskoj skupini Cainguá ili Caiuá (Kayguá). Riječ dolazi iz tupian jezika (Kaatangtýua).

## Vanjske poveznice
- Apontamentos preliminares sobre ñandéva guaraní contemporâneo[neaktivna poveznica]